# Nebraska City
Nebraska City er en amerikansk by og administrativt centrum for det amerikanske county Otoe County i staten Nebraska. I 2000 havde byen et indbyggertal på 7.228.
40°40′34″N 95°51′35″V / 40.6761°N 95.8597°V